# Santa Bárbara (Ribeiras)
Santa Bárbara é uma localidade costeira portuguesa da freguesia das Ribeiras, concelho da Lajes do Pico, ilha do Pico, arquipélago dos Açores.
Este povoado encontra-se próximo ao povoado de Santa Cruz das Ribeiras e da formação geológica denominada Caldeira de Santa Bárbara.